# Vlychádia
Vlychádia (grec moderne : Βλυχάδια) est une localité située dans le dème de Kálymnos, dans le district régional de Kálymnos, dans la périphérie d'Égée-Méridionale, en Grèce.
Selon le recensement de 2021, elle compte 106 habitants.